# Hydrodamalinae
Hydrodamalinae es una subfamilia extinta de mamíferos sirenios de la familia Dugongidae. El último representante de esta subfamilia, la vaca marina de Steller, fue cazada hasta su extinción en 1768 aproximadamente, mientras que el género Dusisiren se conoce de fósiles que datan de mediados del Mioceno hasta inicios del Plioceno.